# Мидзусава, Аки
Аки Мидзусава — японская гравюр-айдол, актриса и певица. Настоящее имя — Акико Сихи (яп. スィーヒ 昭子), урождённая Акико Тамэи (яп. 溜井昭子).
Родилась в Токио, окончила Японский женский спортивный колледж (по классу танцев), после этого поступила в лицей Ямаваки (山脇学園中学校). В 14 лет вступила в актёрскую труппу, где проработала два года. Поскольку лицей запрещал студентам заниматься любой актёрской работой вне стен заведения, она была вынуждена бросить обучение. В 1972 году состоялся её актёрский дебют в телевизионной драме «夏に来た娘». Наиболее известным фильмом с её участием стала картина «Искусство и любовь» (1984).
В 80-е годы на пике своей карьеры состояла в отношениях с Джеки Чаном. В 1986 году вышла замуж за японского актёра американского происхождения Гая Сихи (Guy Cihi), в 1993 году супруги развелись. Мидзусава имеет двоих детей — дочь и сына.